# Karl Muller (calciatore 1902)
Karl Muller (Toeplitz, 26 maggio 1902 – ...) è stato un calciatore ungherese, di ruolo attaccante.

## Carriera
Debutta in massima serie con il Milan nel 1925-1926, disputando con i rossoneri 22 gare e segnando 12 reti.